# سیوبهان کالن
سیوبهان کالن (انگلیسی: Siobhán Cullen؛ زادهٔ ۳۱ ژانویهٔ ۱۹۹۰) بازیگر است.